# 성적 문란
성적 문란(promiscuity)은 다양한 파트너와 자주 성행위를 하거나 성 파트너를 무차별적으로 선택하는 행위이다. 이 용어는 도덕적 판단을 전달할 수 있다. 많은 문화권에서 성적으로 문란한 것으로 간주되는 행동의 일반적인 예는 원나이트 스탠드이며, 그 빈도는 연구자들이 성적 문란함의 지표로 사용한다.
성적 문란한 것으로 간주되는 성행위는 문화에 따라 다르며 난잡한 성행위의 확산도 마찬가지이다. 성별과 민법에 따라 다른 기준이 적용되는 경우가 많다. 여성주의자들은 전통적으로 남성과 여성이 성적 문란함을 판단하는 방식 사이에 상당한 이중 잣대가 존재한다고 주장해 왔다. 역사적으로 성적으로 문란한 여성에 대한 고정관념은 "창녀"와 같이 경멸적인 경향이 있는 반면, 남성 고정관념은 더 다양하여 일부는 "보배" 또는 "선수"와 같이 승인을 표현한다. 다른 것들은 "여성화자" 또는 "바람둥이"와 같은 사회적 일탈을 암시한다. 2005년에 발표된 과학 연구에 따르면 성적으로 문란한 남성과 여성 모두 경멸적인 판단을 내리는 경향이 있는 것으로 나타났다.

## 같이 보기
- 단혼
- 폴리아모리
- 일처다부제
- 복혼
- 성매매
- 성 의존증
- 성혁명
- 스와핑 (성교)